# Черек
Чере́к (кабард.-черк. Шэрэдж; карач.-балк. Чере́к — диалектное «река») — река в Кабардино-Балкарии, правый приток Баксана. Длина реки — 79 км, площадь бассейна — 3070 км².
Черек образуется слиянием Черека Балкарского (дл. 54 км) и Черека Безенгийского (дл. 46 км) у села Бабугент.
На равнине Черек, вырвавшись из скального плена, растекается по широкой пойме, образуя рукава и протоки, наиболее крупными из которых являются реки: Урвань, Белая Речка, Старый Кахун.
Питание в основном снеговое и ледниковое. половодье. Сплавная.
Населённые пункты на реке: Бабугент, Кашхатау, Зарагиж, Аушигер, Псыгансу, Старый Черек, Нижний Черек, Псынабо, Майский.

## Галерея. Черекская теснина

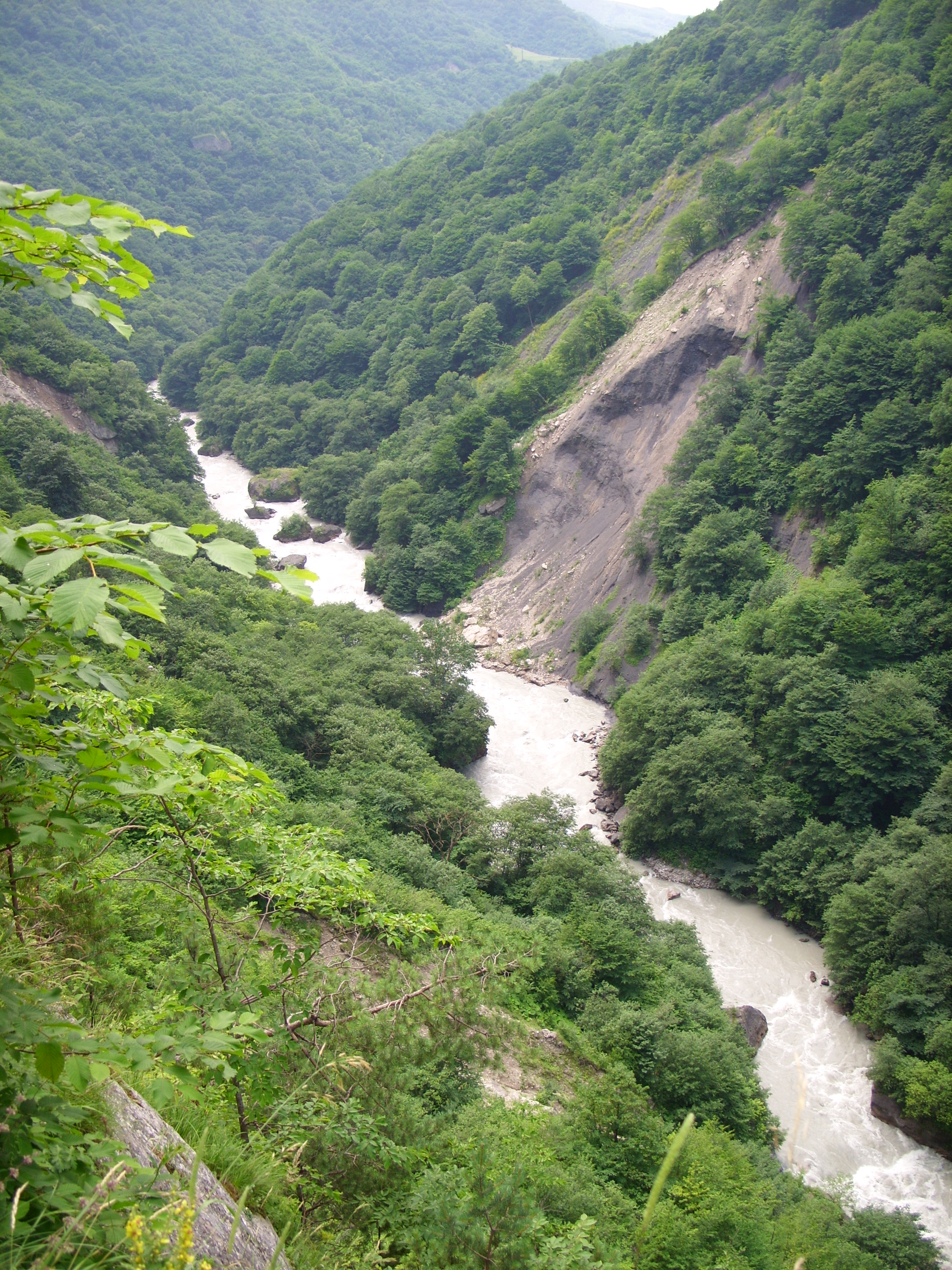
Черек. Июль 2009 года
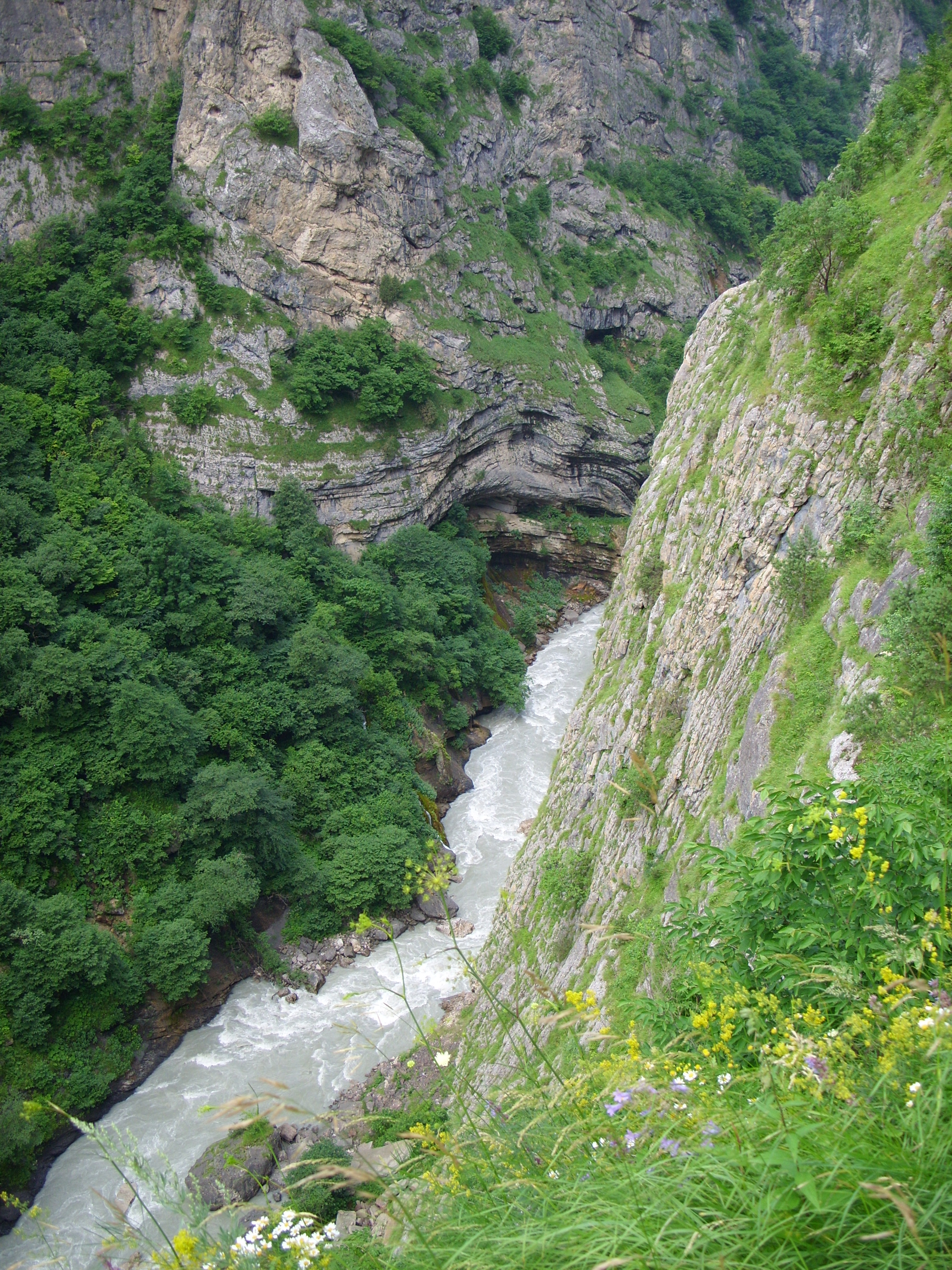
Черек. Июль 2009 года
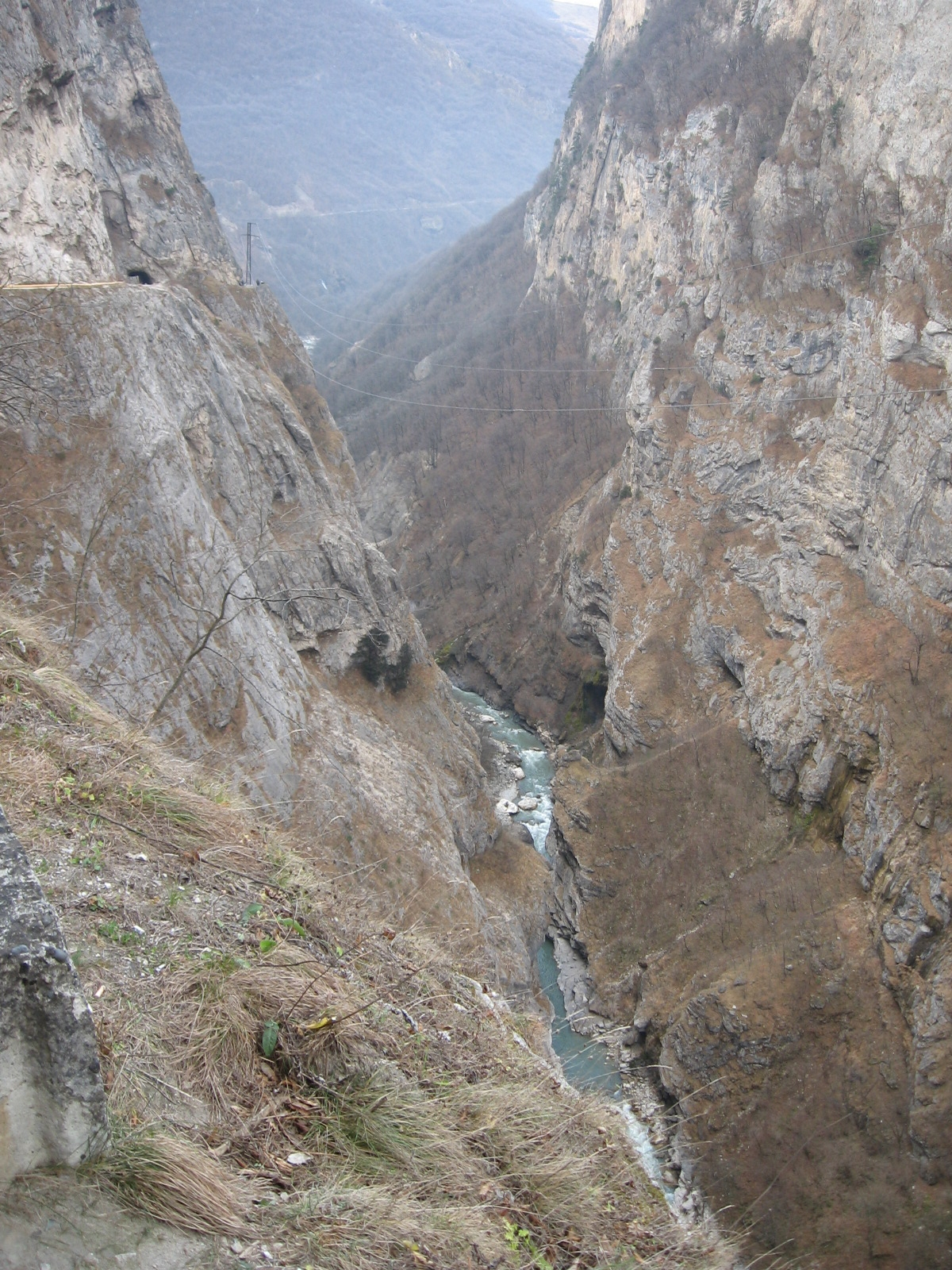
Черек. Июль 2009 года
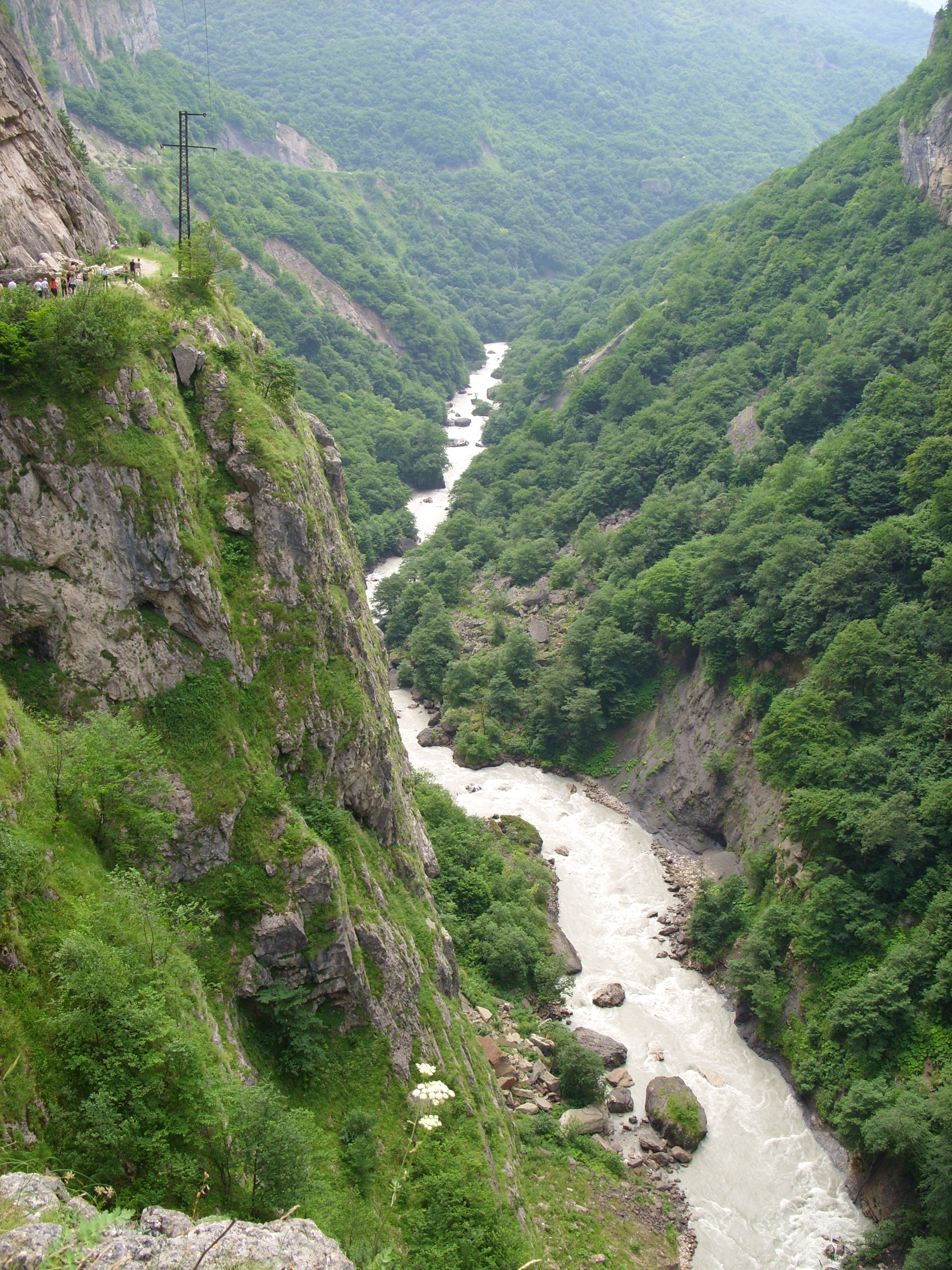
Черек. Июль 2009 года